# 奥斯曼阿罗
丹斯里奥斯曼阿罗（1940年11月23日—），马来西亚政治人物、巫统党员。他于1985年1月28日至1996年6月16日间任吉打州州务大臣。辞去州务大臣后，他亦出任首相马哈迪·莫哈末在古邦巴素国会选区的私人代表，之后还获得马哈迪提拔继承巫统古邦巴素区部主席职。

## 人物事件
1996年10月，新闻报道猜测奥斯曼可能将辞去日得拉州议员职。10月24日，奥斯曼在首相马哈迪·莫哈末主持位于日得拉的中华学校扩建大楼落成仪式上表示：“我没有任何辞职的打算。我不知道谣言是怎么来的。”

## 个人生活
1968年4月，奥斯曼与阿兹莎阿都哈密（Azizah Abdul Hamid）结婚，两人育有四个孩子（三男一女）。阿兹莎于2010年逝世，享年65岁。